# Johan Ulrik Bredsdorff
Johan Ulrik Bredsdorff, född 22 maj 1845 och död 15 augusti 1928, var en dansk konstnär. Han var far till konstnären Axel Bredsdorff.
Bredsdorff var trogen skildringen av danska landskap. Främst målade han senhöstmotiv från Nordsjälland.

## Utmärkelser
- Riddare av Dannebrogorden,  1913[6]

[Redigera Wikidata]